# Fiorenza e Maria Zanetti
Fiorenza Zanetti (fine XVI – inizio XVII) è stata una tipografa italiana.

## Biografia
Fiorenza, vedova di Francesco Zanetti è stata una tipografa italiana attiva a Roma nell’ultimo decennio del Cinquecento e nei primi anni del Seicento. Su Fiorenza non si hanno informazioni riguardo al luogo e alla data di nascita, non è neppure noto il cognome.  Apprendiamo il suo nome per una sola edizione, sottoscritta alla fine del 1592. Dal matrimonio con Francesco Zanetti nacquero sette figli: Antonio, Luigi, Bartolomeo il giovane, Alessandro, Lucrezia, Maria (futura moglie di Guglielmo Facciotti) e un'altra figlia di cui non conosciamo il nome. In base alle notizie che abbiamo sui figli, in particolare Luigi, possiamo dedurre che Fiorenza e Francesco Zanetti prima del 1560 abitassero a Venezia e che successivamente si trasferirono a Roma.

### L'attività tipografica
Alla morte del marito, Fiorenza gli successe nella conduzione della tipografia.
Il lavoro di tipografia del marito risulta molto proficuo e infatti, a Roma, Francesco fu attivo dal 1576 al 1591. Lavorò solo e in collaborazione con altri: dapprima in società con Bartolomeo Tosi (1576-1577), cooperò, poi, con altri tipografi tra cui Bartolomeo Grassi (nel 1585 stamparono un'edizione della Retorica di Aristotele, curata da Marc-Antoine Muret, e l'Antiquitatum Romanarum liber de civitate Romana di Paolo Manuzio.) e Giacomo Ruffinelli (1587).
Alla sua morte, l'attività passò a Fiorenza e i figli Antonio, Luigi, Bartolomeo il giovane, Alessandro. La tipografia risultava ubicata nell'antica «Strada de' Cesarini» vicino a Piazza Navona. Avendo come unica data disponibile l'anno 1592, e non avendo a disposizione altre fonti che documentino le sue attività, è presumibile supporre che Fiorenza sia morta sul finire del Sedicesimo secolo.

### Edizioni stampate
Di seguito è riportata l'unica edizione sicuramente stampata da Fiorenza Zanetti:
1592
- Brunelli Pomponio, Alphabetum Graecum, et rudimenta. Pomponii Brunelli opera, nuper edita et recognita (CNCE 7651)

## Maria Zanetti
Figlia di Fiorenza e Francesco Zanetti. Sposò Guglielmo Facciotti tipografo attivo a Roma negli anni 1592-1637. Alla morte del marito, l'officina tipografica fu ereditata da Maria e dai fratelli di Guglielmo. La sede di attività di Facciotti cambiò molte volte indirizzo nel corso degli anni: dapprima in Borgo, successivamente a Monte Giordano, poi a Santa Maria in Aquiro, stanziandosi alla fine nel Vicolo delle Colonnelle (è qui che si fa risalire il lavoro di Maria e degli eredi).